# Nhật thực 20 tháng 4, 2023
| ←20 tháng 4, 2023 | 14 tháng 10, 2023 → |
| ----------------- | ------------------- |

Một sự kiện nhật thực lai xảy ra vào thứ năm, ngày 20 tháng 4 năm 2023 khi Mặt Trăng đi qua giữa Trái Đất và Mặt Trời, do đó hoàn toàn hoặc một phần làm che khuất hình ảnh của Mặt Trời cho người xem trên Trái Đất. Nhật thực toàn phần xảy ra khi đường kính biểu kiến của Mặt trăng lớn hơn Mặt trời, chặn hoàn toàn ánh sáng mặt trời trực tiếp, biến ngày thành bóng tối. Hiện tượng nhật thực toàn phần xảy ra trong một đường hẹp trên bề mặt Trái đất, với nhật thực một phần có thể nhìn thấy trên một vùng xung quanh rộng hàng nghìn kilomet. Nhật thực lai rất hiếm khi xảy ra, chỉ xuất hiện trong 3,1% trong số những lần nhật thực ở thế kỷ 21. 

## Hình ảnh

Ảnh động mô phỏng

Hình ảnh hoạt hình từ vệ tinh Himawari 9 cho thấy bóng của Mặt trăng di chuyển trên Trái đất.

## Thư viện ảnh

### Australia
- Video nhật thực toàn phần ở Exmouth, Tây Australia

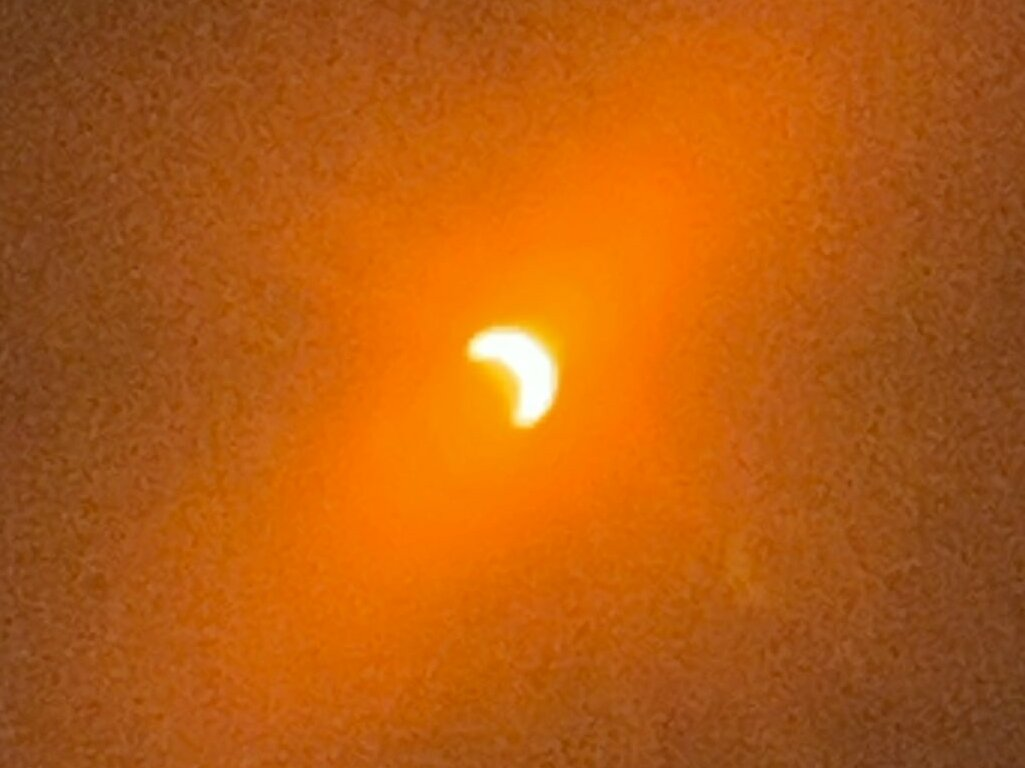
Nhật thực bán phần quan sát từ Perth, Tây Australia, 03:19 UTC

### Đông Timor

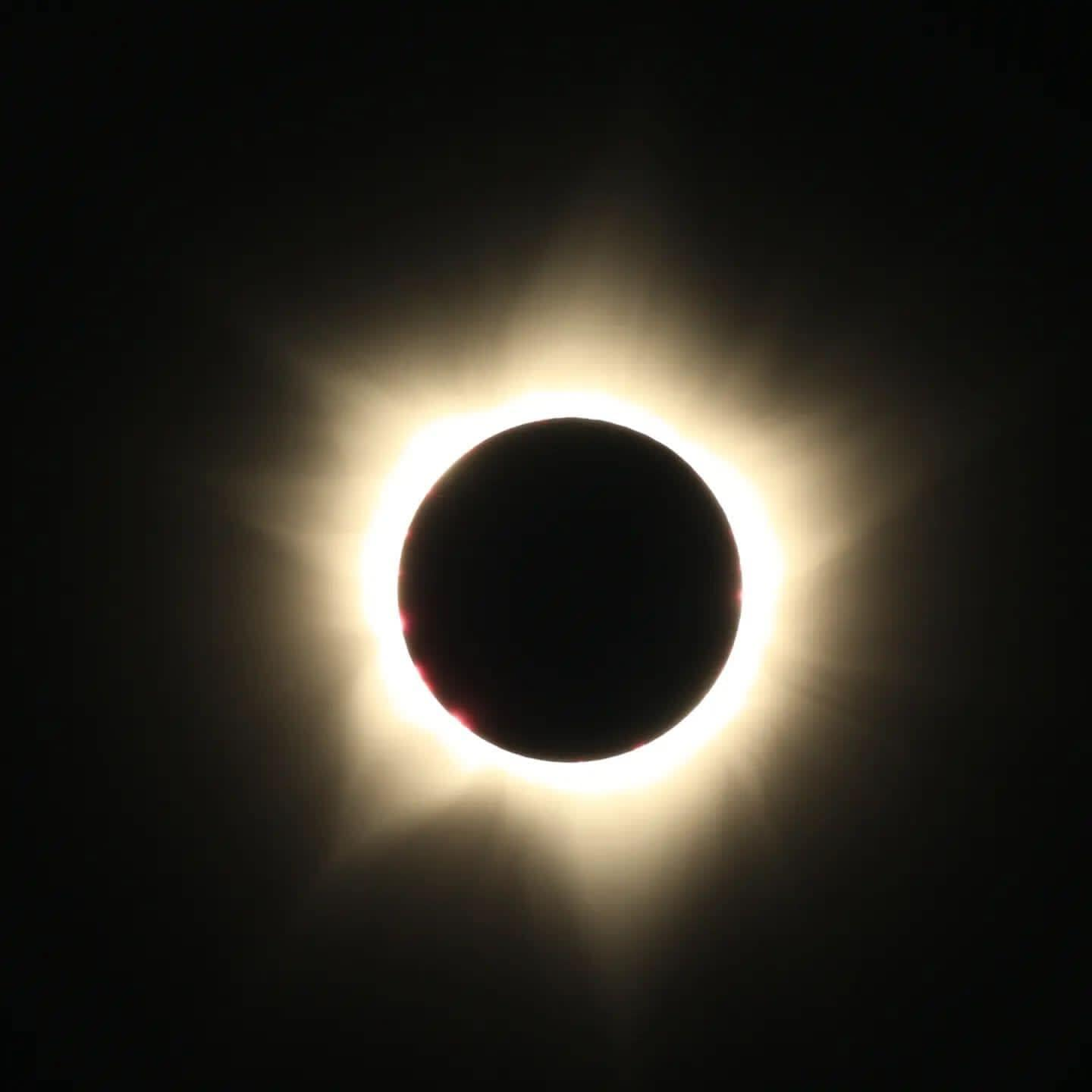

### Indonesia

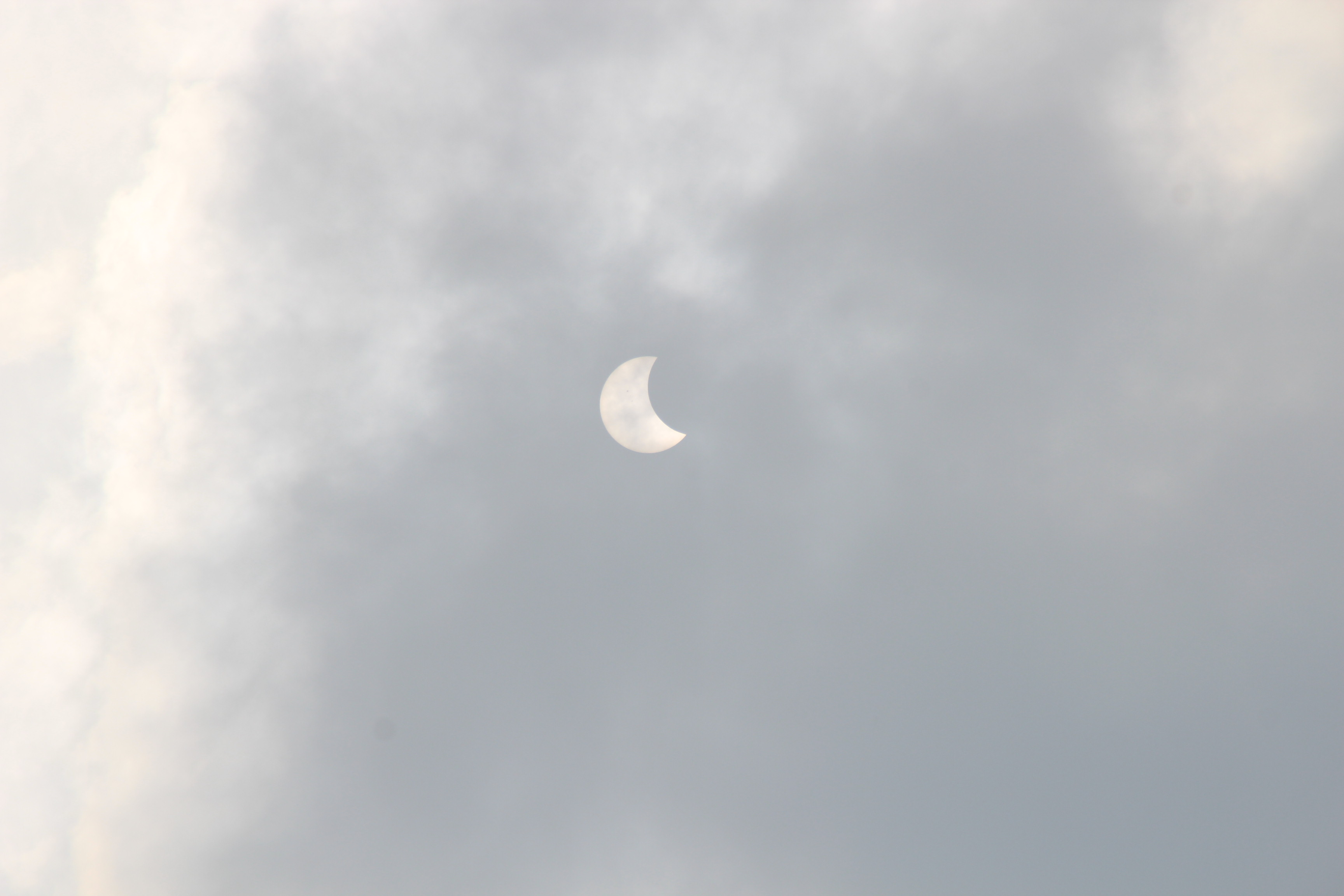
Nhật thực bán phần nhìn từ Bekasi, Tây Java, 03:30 UTC
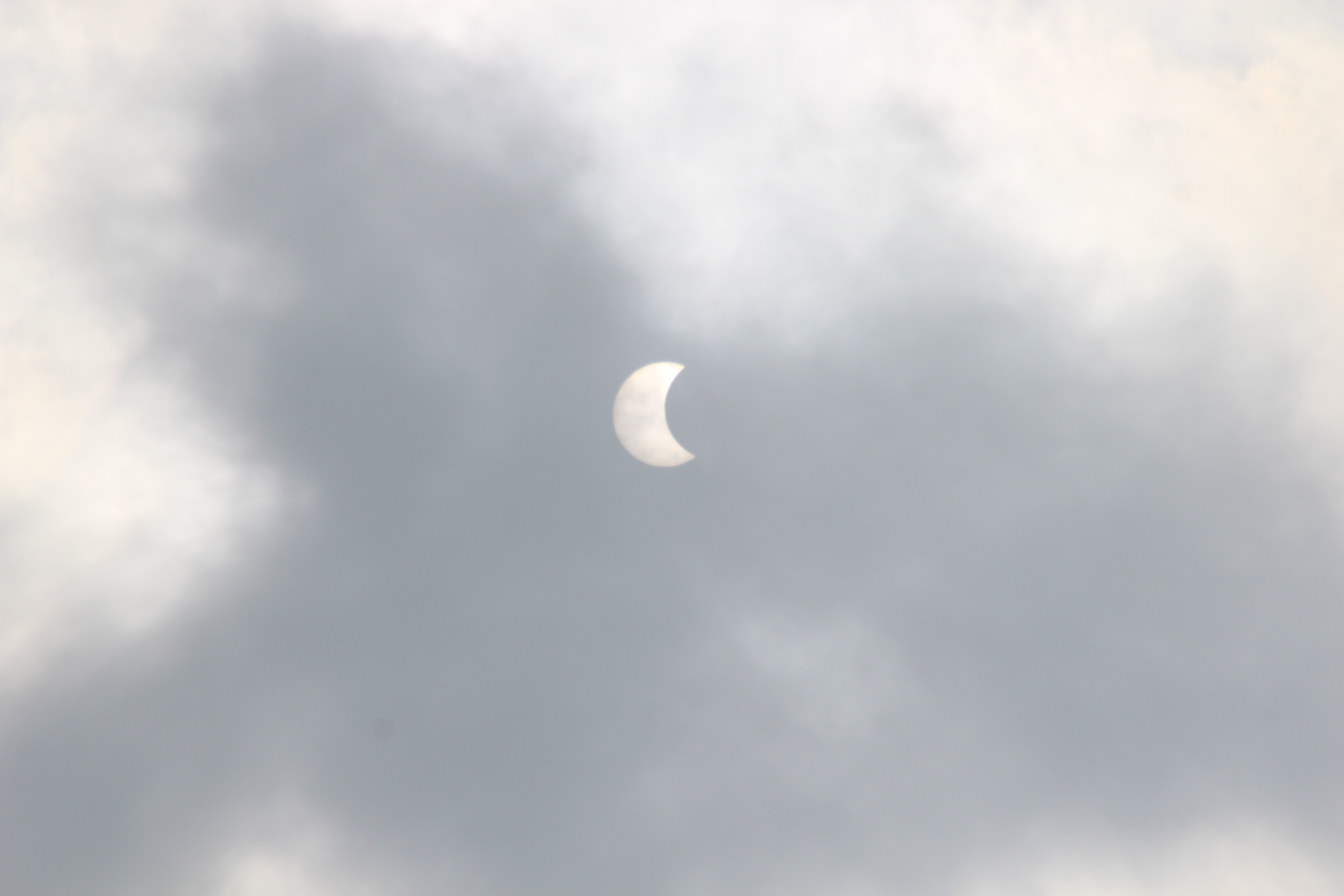
Nhật thực bán phần nhìn từ Bekasi, Tây Java, 03:45 UTC
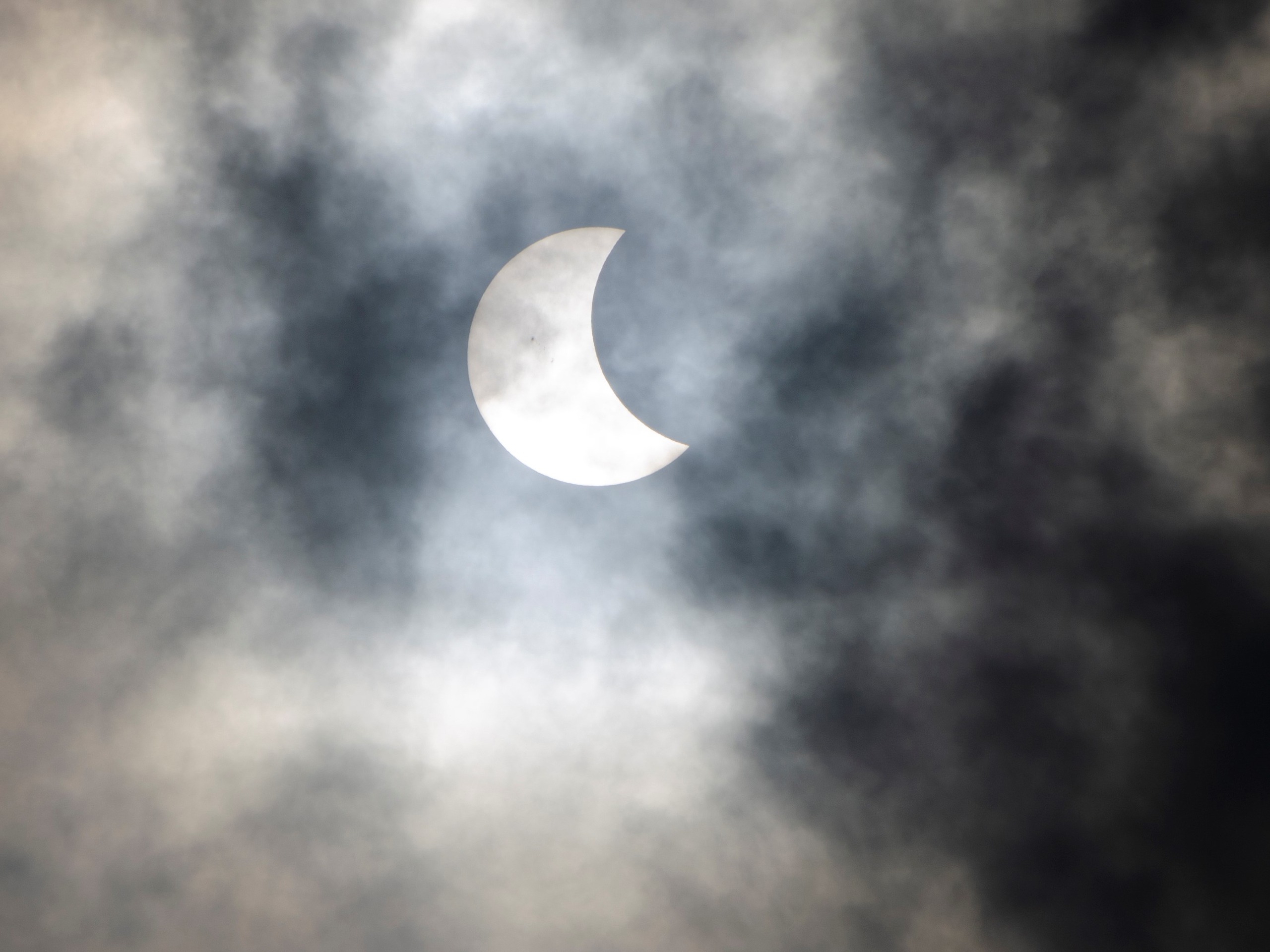
Nhật thực bán phần nhìn từ Jakarta, 03:47 UTC
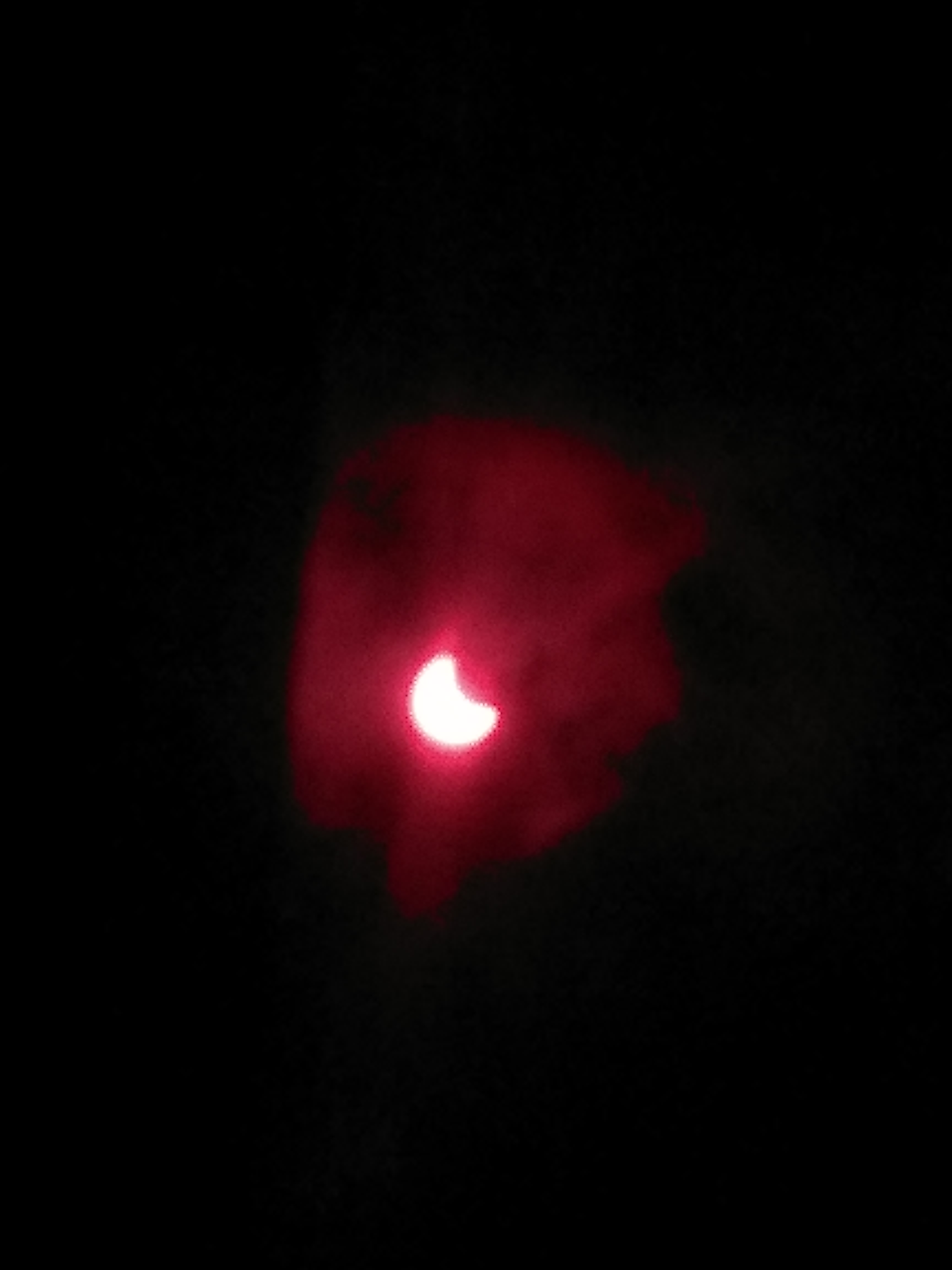
Nhật thực bán phần nhìn từ Palangka Raya, Central Kalimantan, 04:02 UTC
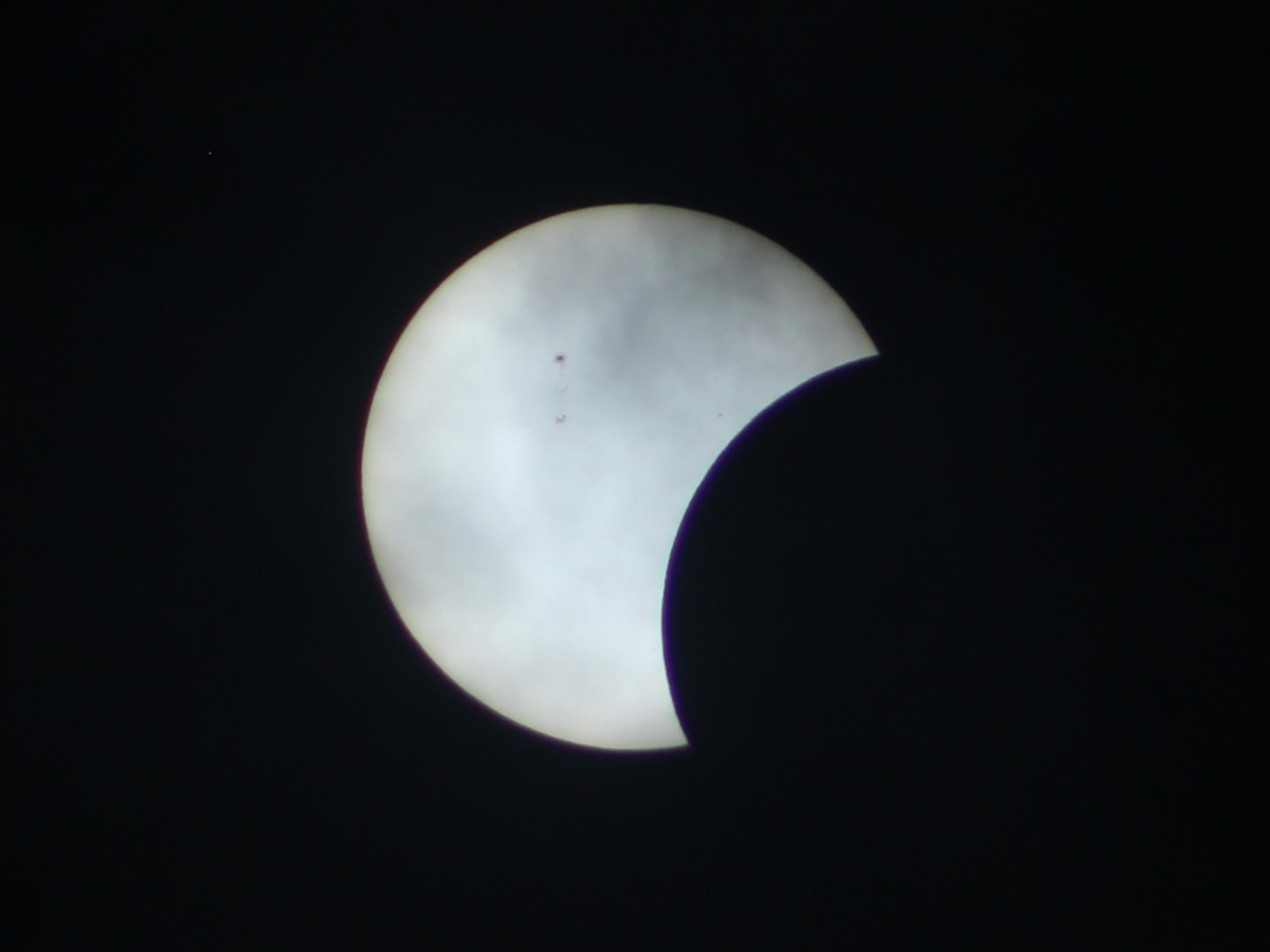
Nhật thực bán phần nhìn từ Pangkal Pinang, Bangka Belitung Islands, 04:05 UTC
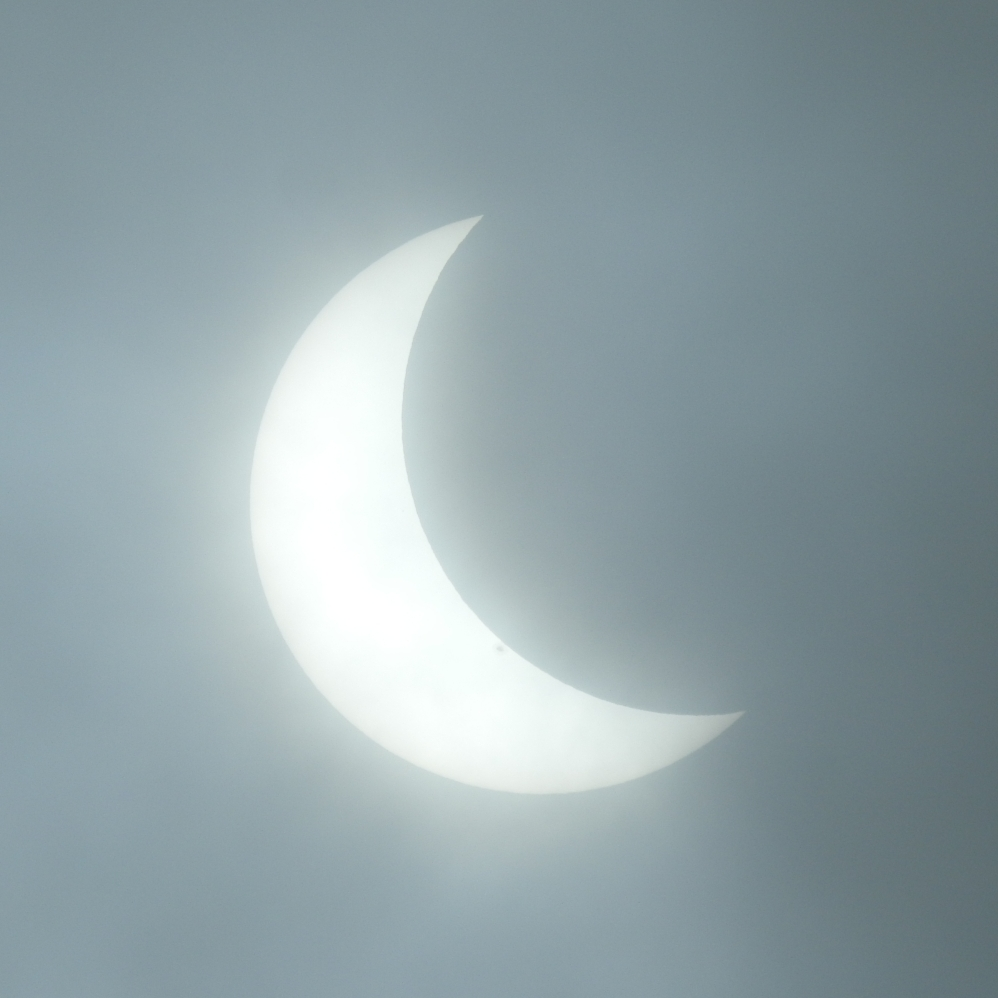
Nhật thực bán phần nhìn từ Biak, Papua, 05:25 UTC

### Malaysia

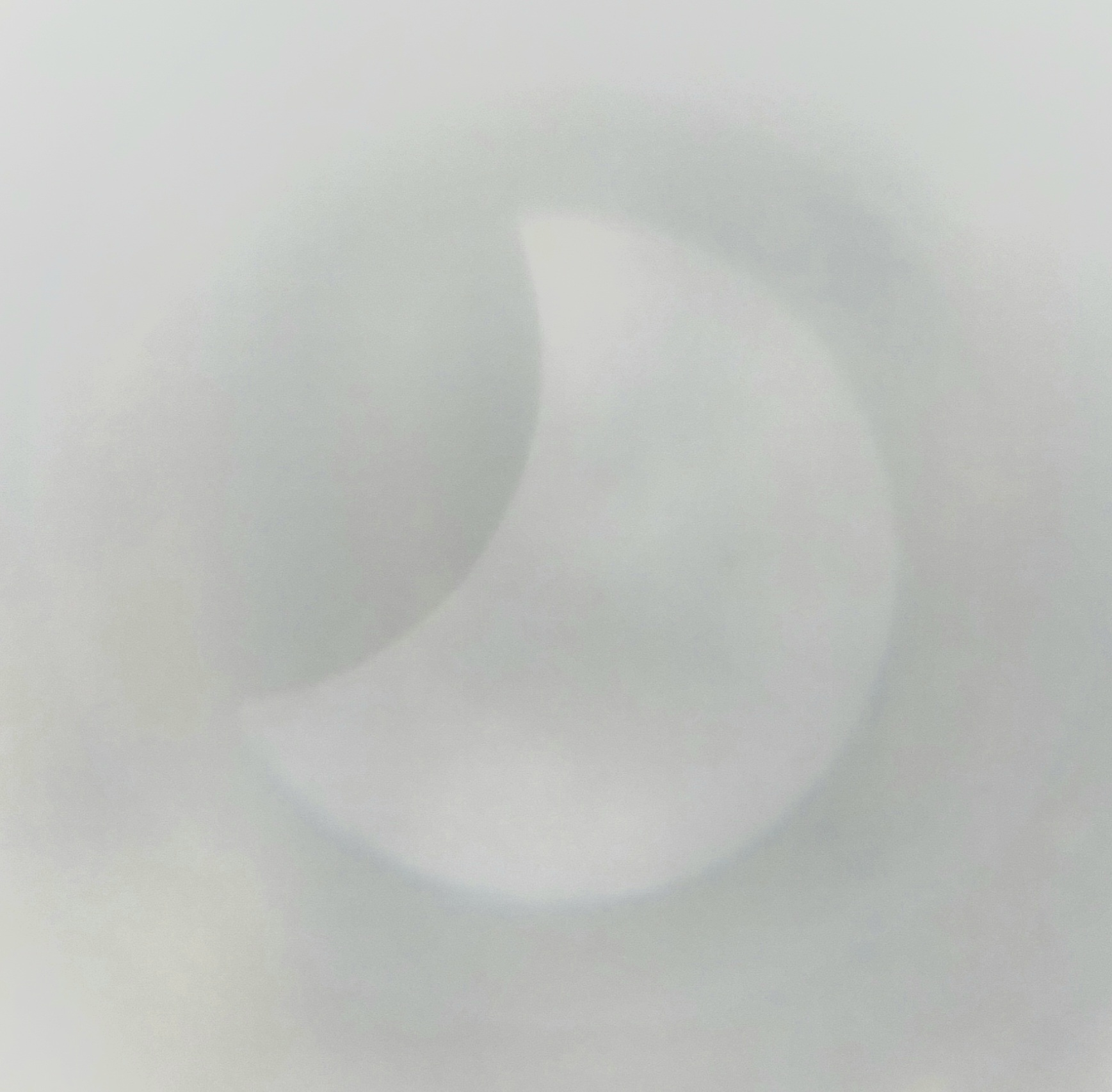
Nhật thực bán phần nhìn từ Kuching, Sarawak, 04:13 UTC

### Philippines

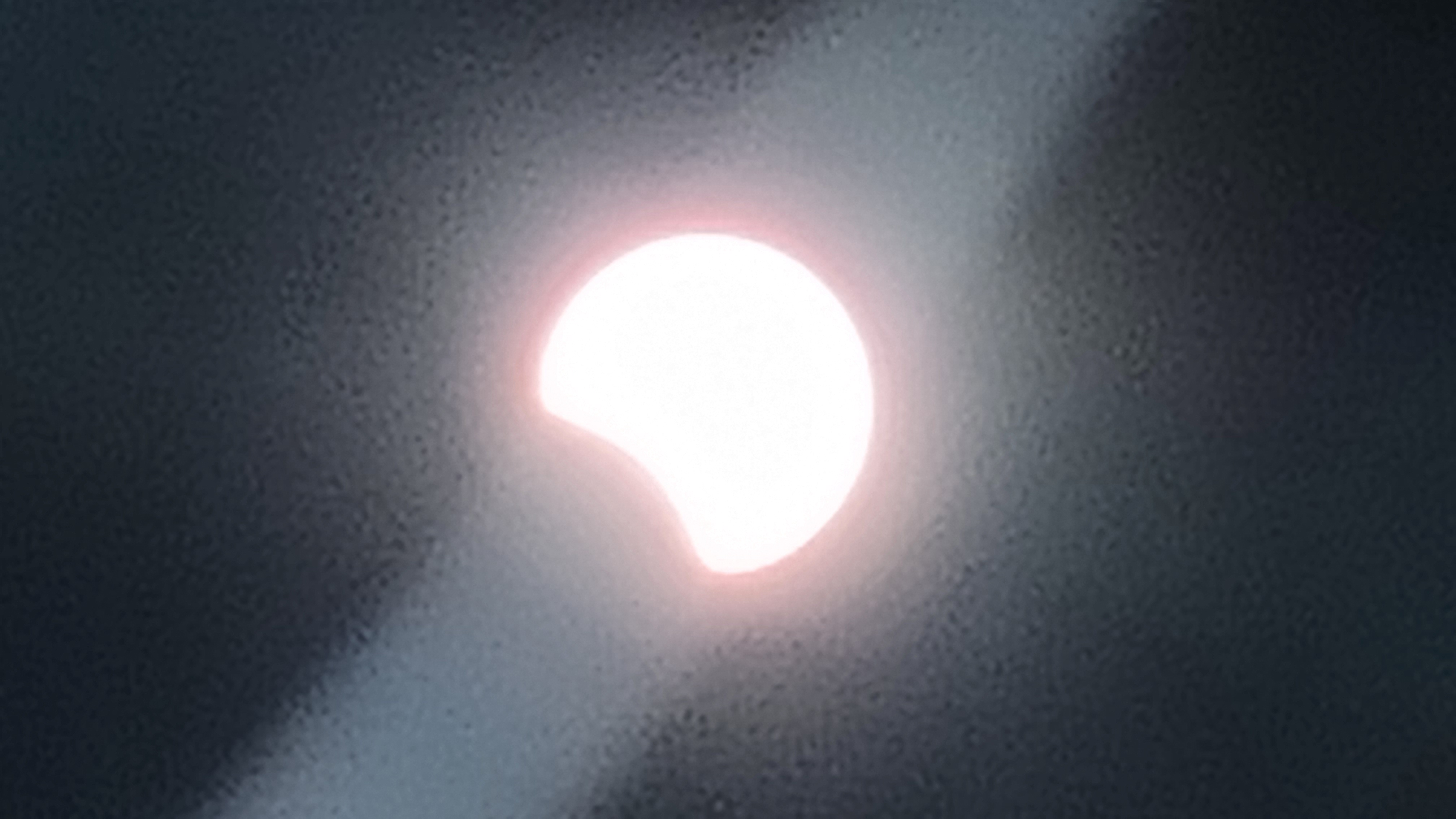
Nhật thực bán phần nhìn từ San Fernando, Pampanga, 04:50 UTC
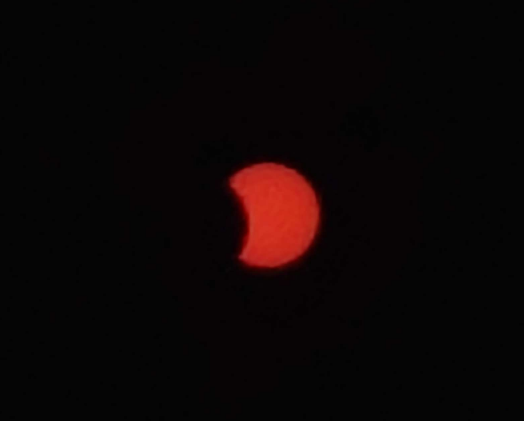
Nhật thực bán phần nhìn từ Magalang, Pampanga, 04:55 UTC
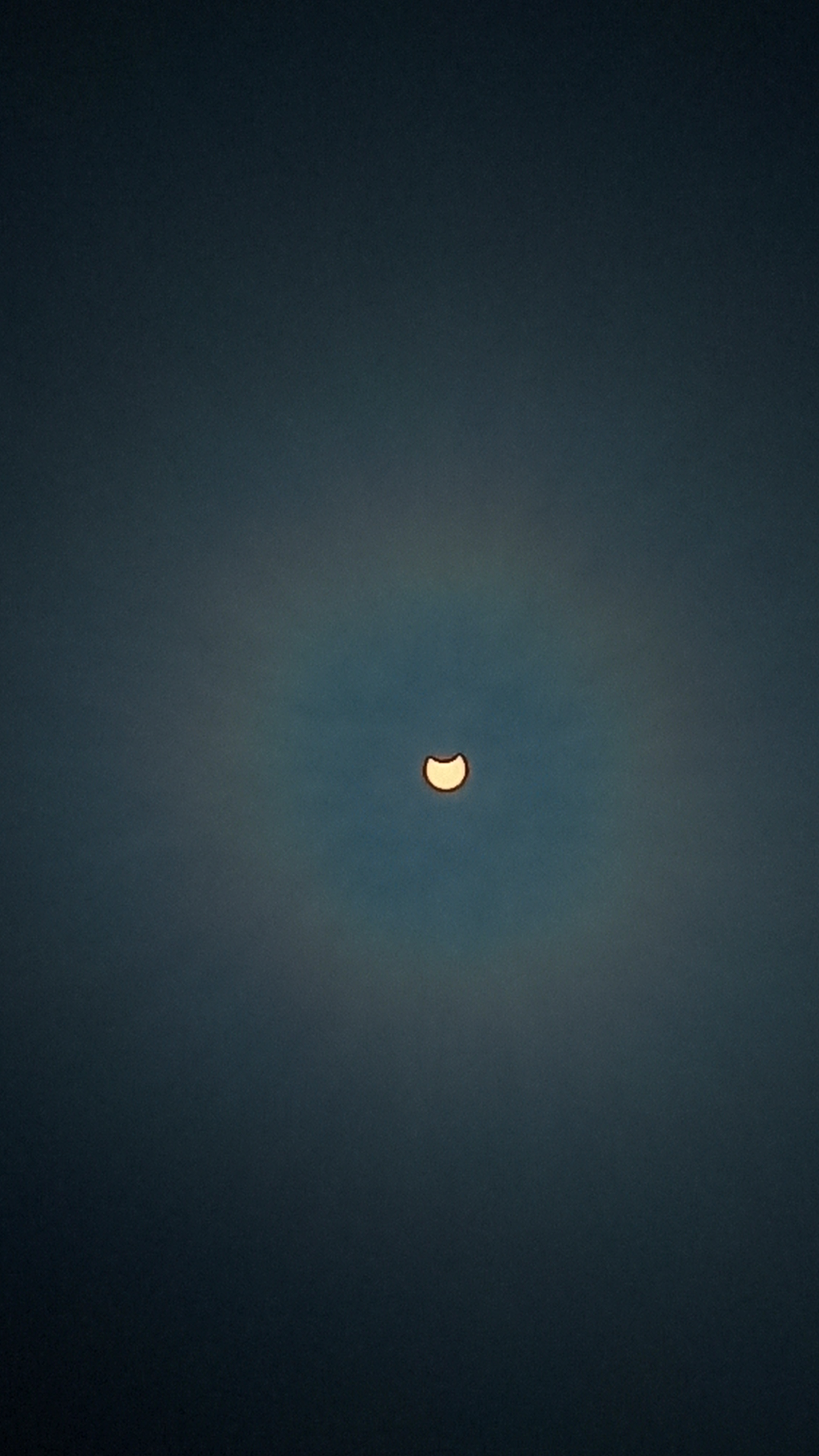
Nhật thực bán phần nhìn từ San Jose del Monte, Bulacan, 04:55 UTC
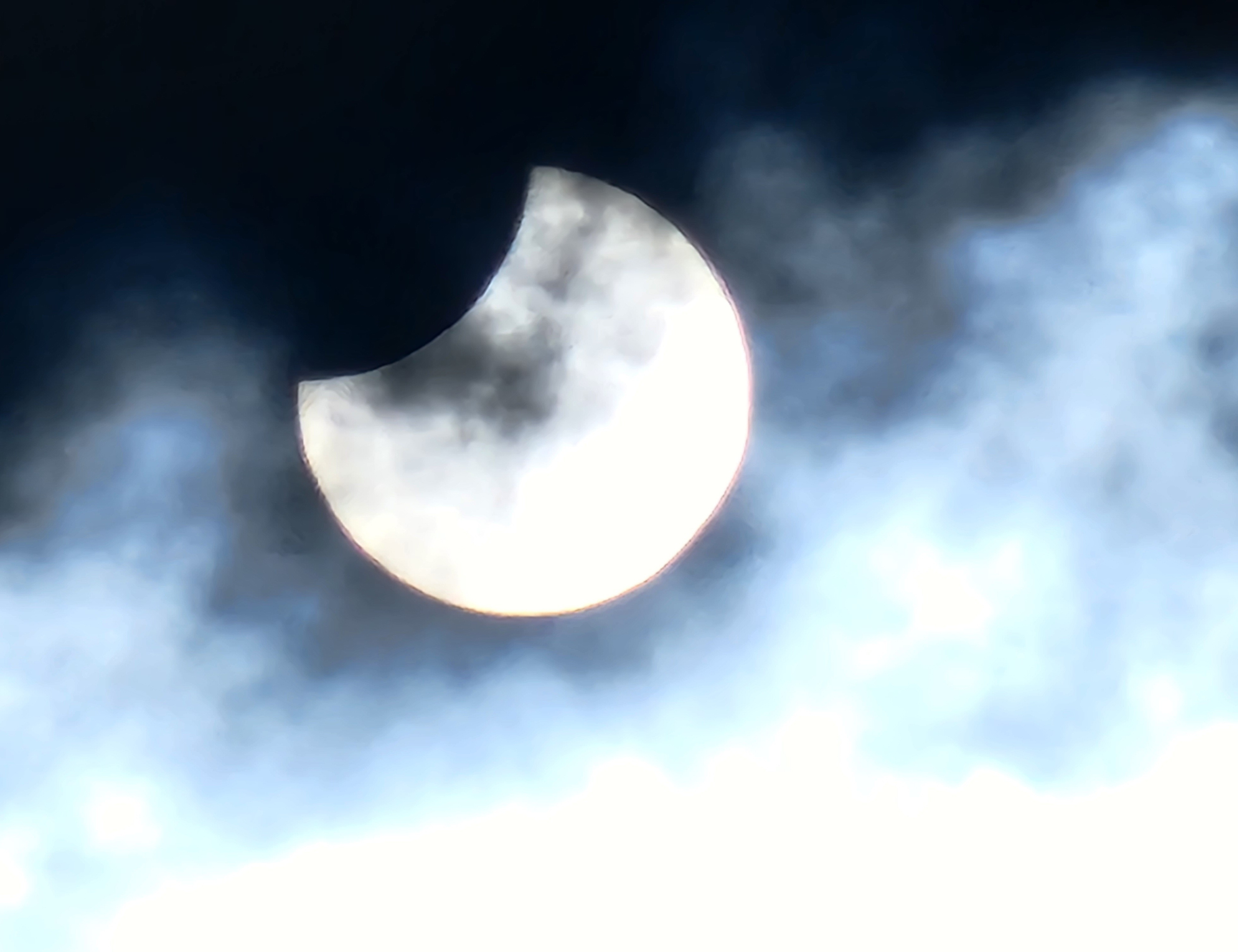
Nhật thực bán phần nhìn từ Novaliches, thành phố Quezon, 04:49 UTCNhật thực bán phần nhìn từ Novaliches, thành phố Quezon, 04:49 UTC

### Việt Nam

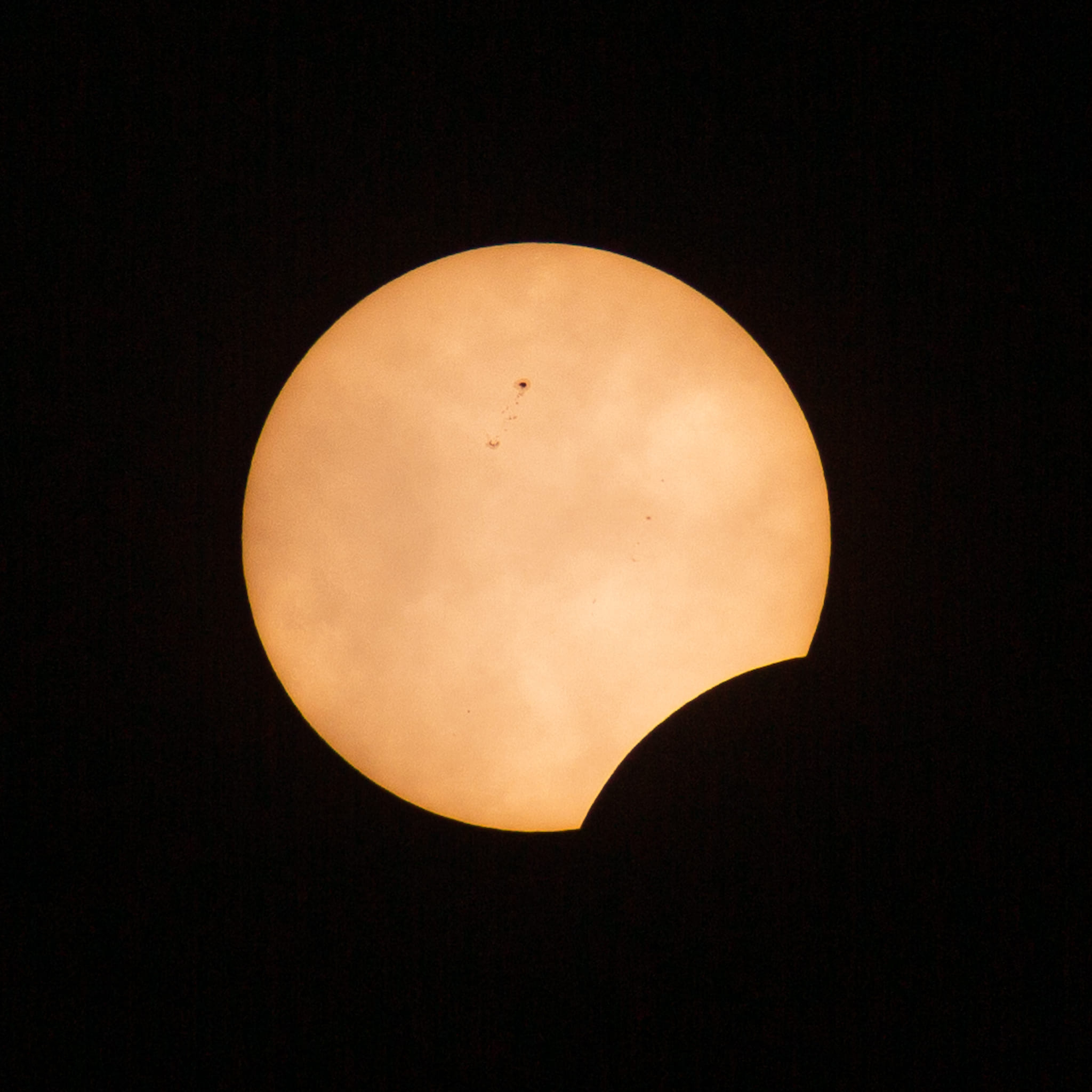
Nhật thực bán phần nhìn từ Thành phố Hồ Chí Minh, 04:21 UTC